# Maximilian Richter
Adolf Maximilian Richter (auch Max Richter; * 1842 in Frankfurt (Oder); † 12. Oktober 1908 in Hirschberg) war ein deutscher evangelischer Geistlicher und von 1887 bis 1905 als Evangelischer Feldpropst der leitende evangelische Geistliche des preußischen Militärkirchenwesens.

## Leben
Maximilian Richter war ein Sohn des Lehrers Heinrich Richter, Prorektor der Höheren Realschule in Frankfurt (Oder). Richter studierte Evangelische Theologie an den Universitäten Halle und Berlin. Am 13. Dezember 1865 legte er in Berlin sein Examen mit Auszeichnung ab. 1866 wurde er Gefängnisprediger in Frankfurt (Oder). 1867 trat er in den Dienst der Militärseelsorge und wurde Divisionspfarrer der 9. Division in Glogau, die er auch im Deutsch-Französischen Krieg 1870/71 begleitete. Er war Zeuge der Kaiserproklamation in Versailles am 18. Januar 1871.
1873 wurde er als Divisionspfarrer zur 11. Division in Breslau versetzt. Im Dezember 1874 erfolgte seine Beförderung zum Militär-Oberpfarrer des VI. Armee-Korps, ebenfalls in Breslau. Damit verbunden war er nebenamtliches Mitglied des Konsistoriums für die Provinz Schlesien und dessen Dezernent für Gefängnisseelsorge.
Als 1886 der evangelische Feldpropst Peter Thielen aus Gesundheitsgründen von seinem Amte zurücktrat, wurde Richter 1887 zu seinem Nachfolger ernannt. Seine Ernennung war nicht ohne Probleme, da sich Thielens Schwiegersohn, der Potsdamer Hofprediger Bernhard Rogge, Hoffnung auf das Amt gemacht hatte. Damit verbunden war er zugleich vortragender Rat für die militärkirchlichen Angelegenheiten im Preußischen Ministerium der geistlichen, Unterrichts- und Medizinalangelegenheiten sowie bis Sommer 1889 auch noch Militär-Oberpfarrer für das Gardekorps und das III. Armee-Korps in Berlin. Ab 1894 war er nebenamtliches Mitglied mit Stimmrecht im Evangelischen Oberkirchenrat. Richter engagierte sich auch im Central-Ausschuss für die Innere Mission, wo sein besonderes Interesse der Gefängnisreform und der besseren Ausbildung von Gefängnisaufsehern galt. Auf seine Initiative hin wurden im Berliner Magdalenenstift  ab 1891 erstmals Kurse für Aufseherinnen in Frauengefängnissen durchgeführt. Im Mai 1905 trat er in den Ruhestand.
Richter war ein typischer Vertreter der nationalprotestantischen Synthese von Thron und Altar. Dies wird besonders in seinen Schiffspredigten für die Nordlandsreisen Kaiser Wilhelms II. 1890 und 1891 deutlich. Richter scheute sich nicht, Bibelverse direkt und affirmativ auf den Kaiser und das Deutsche Reich zu beziehen. 1890 warf ihm der konservative Pastor Bartels in Barkhausen nach einer Predigt in Anwesenheit des Kaisers auf dem Waterlooplatz in Hannover deshalb Blasphemie vor. Richter verklagte Bartels daraufhin wegen Beleidigung und gewann; das Gericht stellte aber strafmildernd fest, „es sei zuzugeben, daß die in der Predigt des Herrn Feldprobst Richter geschehene Anwendung eines von Christo auf sich bezogenen Bibelwortes auf das deutsche Reich geeignet sei, strenggläubige Theologen in Erregung zu versetzen“.
Sein Sohn Martin Richter wurde Verwaltungsjurist, war um 1900 sein Mitarbeiter bei der Reform der Militärseelsorge und der Ausarbeitung einer neuen Militärkirchlichen Dienstordnung und zuletzt Präsident der Klosterkammer Hannover.

## Auszeichnungen
- Ehrendoktor der Universität Breslau (1883)
- Titel Wirklicher Geheimer Rat mit dem Prädikat Exzellenz (1903)[8]
- Roter Adlerorden, 2. Klasse mit Stern[9]
- Königlicher Kronen-Orden (Preußen), 1. Klasse (1905 zur Emeritierung)[10]
- Königlicher Hausorden von Hohenzollern, Ritter
- Eisernes Kreuz am weißen Bande (1870)
- Orden vom Zähringer Löwen, Kommandeur I. Klasse mit Eichenlaub
- Orden Heinrichs des Löwen, Kommandeur I. Klasse
- Verdienstorden Philipps des Großmütigen, Kommandeur I. Klasse
- Oldenburgischer Haus- und Verdienstorden des Herzogs Peter Friedrich Ludwig, Ehrengroßkomtur
- Herzoglich Sachsen-Ernestinischer Hausorden, Komtur I. Klasse
- Ritterorden der Heiligen Mauritius und Lazarus, Großoffizierkreuz

## Werke
- Heer und Volk in Preußen: Blicke aus der "guten alten Zeit" in unsere Zeit. Morgenstern, Breslau 1877.
- Leitfaden des Konfirmanden-Unterrichts: eine Handreichung für Lehrende und Lernende. Berlin 1875.

zahlreiche Auflagen bis 11. Auflage, Dülfer, Breslau 1913.
- Die so im Elend sind, führe in Dein Haus! Vortrag über die Arbeiter-Kolonieen und die Natural-Verpflegungs-Stationen mit besonderer Rücksicht auf die Provinz Schlesien. Breslau 1884.
- "Wir sahen seine Herrlichkeit" : Predigten über freie Texte aus dem Evangelium St. Johannis im Kirchenjahre 1884/85. Korn, Breslau 1886.
- Gedächtniß-Predigt bei der Trauerfeier für Seine Hochselige Majestät Kaiser Wilhelm am 22. März 1888. Mittler, Berlin 1888.
- Trauernrede am Sarge des verewigten Kommandierenden Admirals und Stellvertretenden Chefs der Admiralität, Vice-Admirals Grafen von Monts am 22. Januar 1889. Mittler, Berlin 1889.
- Wer nicht arbeiten will, der soll auch nicht essen: Bericht über die Beschaffung an Arbeit für entlassene Gefangene und Vagabunden in der General-Versammlung des Gefängniss-Vereins für Schlesien und Posen an 7. November 1882 erstattet. Breslau 1889.
- Die Stimme des Herrn auf den Wassern: Schiffspredigten für die Nordlandsreisen S. M. des Kaisers und Königs 1890 und 1891. Mittler, Berlin 1891; 2., unveränderte Auflage 1892.
- Kriegsbriefe eines Feldgeistlichen: 1870/71. E. S. Mittler & Sohn, Berlin 1895.
- Ein Kranz auf Emil Frommels Grab. E. S. Mittler & Sohn, Berlin 1897.
- (hrsg.) Predigtbuch für S. M. Schiffe. E. S. Mittler & Sohn, Berlin 1898.
- Die Bibel in Hausandachten: für zwei Kirchenjahre. 2 Bände, Reimer, Berlin 1908.